# Заливне поле

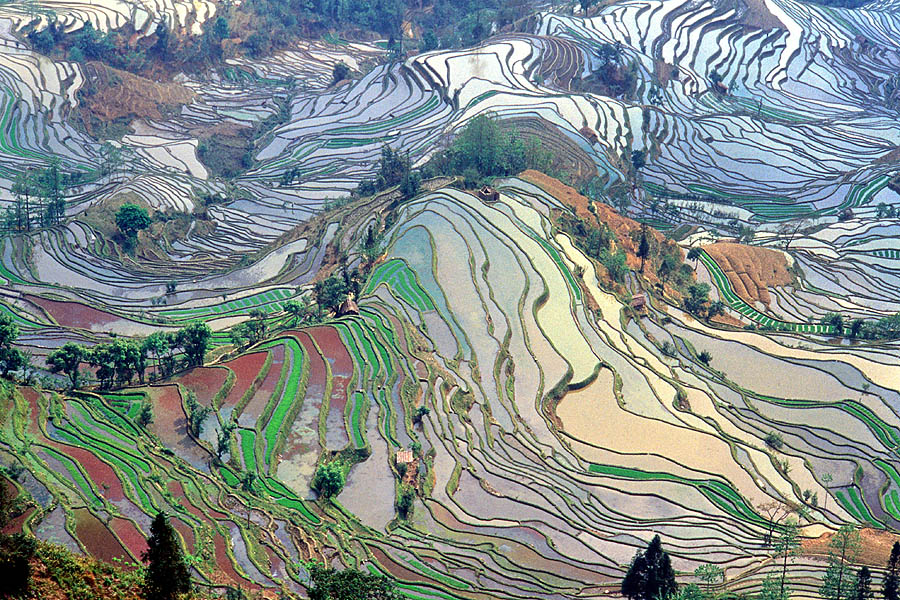
Тераси заливних полів у провінції Юньнань на півдні Китаю.

Заливне́ по́ле (англ. paddy field, яп. 水田) — ділянка ріллі для вирощування рису чи напівводних культур, яка заливається водою й огороджена валами, що утримують цю воду.
На заливних полях вирощується близько 90 % світової продукції рису. Вони мають перевагу над суходільними полями завдяки високій врожайності.
Заливні поля створюють на гірських терасах та рівнинах. Вони є типовими для країн Східної і Південно-Східної Азії, головною сільськогосподарською культурою яких є рис — Японії, Кореї, Китаю, В'єтнаму, Таїланду, М'янми, Малайзії, Лаосу, Філіппін, Непалу, а також Індії і Шрі-Ланки. Останнім часом такі поля набули поширення в Європі, у регіонах, де вирощують рис, насамперед в Італії та Південній Франції.
Загальна площа рисових зрошувальних систем в Україні — близько 62 тисяч гектарів, зокрема в Херсонській області — 17 тис. га, в Одеській області — 13 тис. га, в АР Крим — 32 тисячі гектарів.
Заливні рисові поля формують екосистему риб, плазунів, амфібій, комах, крабів, пташок та дрібних гризунів. Деякі з них вживаються в їжу селянами в Азії, як джерело білків (Lethocerus indicus, Pomacea canaliculata, Esanthelphusa).